# Šilinės apylinkės II
Šilinės apylinkės II este o arie protejată (sit de importanță comunitară — SCI) din Lituania întinsă pe o suprafață de 46,02 ha, integral pe uscat.

## Localizare
Centrul sitului Šilinės apylinkės II este situat la coordonatele 55°06′17″N 22°59′56″E / 55.1047°N 22.999°E.

## Înființare
Situl Šilinės apylinkės II a fost declarat sit de importanță comunitară în noiembrie 2022 pentru a proteja un număr necunoscut de specii din flora spontană și fauna sălbatică aflate în arealul zonei.

## Biodiversitate
Situată în ecoregiunea boreală, aria protejată conține 2 habitate naturale: Pajiști fino-scandinave uscate până la mezice, bogate în specii de altitudine mică, Păduri pe pante, grohotișuri și ravene de Tilio-Acerion.
La baza desemnării sitului se află un număr nedeclarat de specii protejate.
Pe lângă speciile protejate, pe teritoriul sitului au mai fost identificate 2 specii de plante.